# کرسنو پولیج
کرسنو پولیج (به لاتین: Krsno Polje) یک منطقهٔ مسکونی در بوسنی و هرزگوین است که در ماگلای واقع شده‌است.